# إضبارة

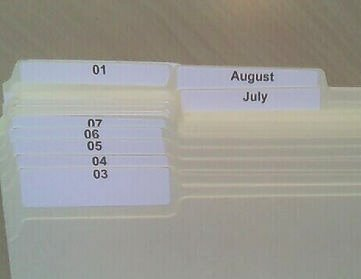
مجلد يحتوي على اوراق

الإضبارة بشكل عام هو نوع من الحاوية تضم مستندات وأوراق مع بعضها البعض بهدف تنظيمها وحمايتها.
في علم الحاسوب يستخدم هذا المصطلح في أنظمة ملفات الحاسوب. لغرض جمع عدة ملفات في مكان واحدة لترتيبها.
وهو يلون بلون أصفر كما هو معتاد في نظام ويندوز.